# Desa Bojongasih (administrativ by i Indonesien, lat -7,58, long 108,14)
Desa Bojongasih är en administrativ by i Indonesien.   Den ligger i provinsen Jawa Barat, i den västra delen av landet, 210 km sydost om huvudstaden Jakarta.